# Yevhen Konovalets

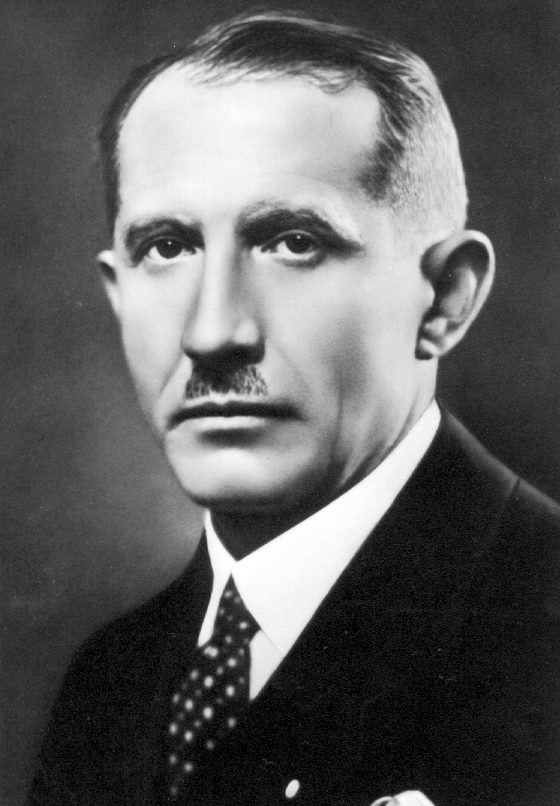
Yevhen Konovalets

Yevhen Konovalets (Ucraniano:Євген Олексійович Коновалець, 14 de Junho de 1891 – 23 de Maio de 1938) era o comandante militar da República Popular Ucraniana, líder político e militar do movimento nacionalista ucraniano. Ele foi mais conhecido como o líder da OUN entre 1929 e 1938.

## Biografia
Konovalets nasceu aos 14 de Junho de 1891 na aldeia de Zashkiv nas arredores de Lviv, Ucrânia (na altura Império Austro-Húngaro) na região da Galícia. Foi graduado pela Universidade de Lviv, faculdade de direito. Ele também foi o membro da Prosvita associação educacional ucraniana e fazia parte do Comité Executivo do Partido Nacional – Democrático da Ucrânia.
Yevhen Konovalets serviu no exército da Áustria-Hungria durante a Primeira Guerra Mundial, tendo o patente do 2º Alferes. Em 1915 Konovalets tornou-se o prisioneiro da guerra, capturado pelo russos e esteve detido nas arredores da cidade de Tsaritsyn. Durante a sua detenção ele organizou o grupo dos oficiais da Galícia, juntamente com Andriy Melnyk, que desembarcou em Kiev em Novembro de 1917 para organizar o batalhão Galego -Bukovyniano dos Atiradores de Sich. Dois meses mais tarde, ele assumiu o comando militar em Kiev e ajudou na supressão do levantamento bolchevique na cidade, assim como resistiu à ofensiva militar do comandante comunista Antonov-Ovsienko.
Em 1920 após o fracasso temporário da independência ucraniana, Konovalets criou uma nova organização capaz de actuar na clandestinidade além das fronteiras das potências que ocupavam os territórios da Ucrânia, como a Polónia, Rússia Bolchevique, Roménia e Checoslováquia. Criada em Agosto de 1920, em Praga, a Organização Militar Ucraniana, UVO era o braço armado de resistência ucraniana contra a Polónia e a Rússia Bolchevique, além de renegar todas as formas de cooperação entre as organizações ucranianas e autoridades polacas. Apesar da UVO apoiar a ideia da aliança temporal ucraniano – alemã, a organização era empenhada na preparação dos fundamentos da futura independência da Ucrânia. Após o fim da Guerra Polaco – Bolchevique e da batalha de Lviv de 1920, Konovalets tornou-se o líder da UVO, naquela cidade. Mas após alguns atentados contra as autoridades polacas e perseguições da polícia, em Dezembro de 1920 Konovalets sai para o estrangeiro. 
Durante os anos de exílio ele viveu em Checoslováquia, Alemanha, Suíça e Itália. Em 1929 Konovalets participou no primeiro congresso dos nacionalistas ucranianos em Viena, que deu lugar à Organização dos Nacionalistas Ucranianos, OUN e onde ele foi eleito como o seu líder. Konovalets activamente promovia a influência da OUN nas comunidades da Diáspora ucraniana, estabelecendo os contactos com os políticos e serviços secretos da Lituânia, Alemanha e Itália. 
A OUN tinha como objectivo alcançar a independência da Ucrânia através da luta militar. As actividades do Konovalets amedrontavam o Kremlin por causa da penetração da OUN nos territórios da Ucrânia Soviética. No dia 23 de Maio de 1938 Yevhen Konovalets foi assassinado por uma bomba, dissimulada em pacote de chocolate e que foi lhe entregue por o agente do NKVD Pavel Sudoplatov em Roterdão na Holanda.
No fim do 2006, a administração municipal de Lviv anunciou a futura transferência dos restos mortais do Yevhen Konovalets, Andriy Melnyk, Stepan Bandera e outros líderes históricos da OUN / UPA para a nova área no Cemitério de Lychakivskiy, especialmente dedicado à luta de libertação nacional da Ucrânia.